# Heinrich Heerwagen

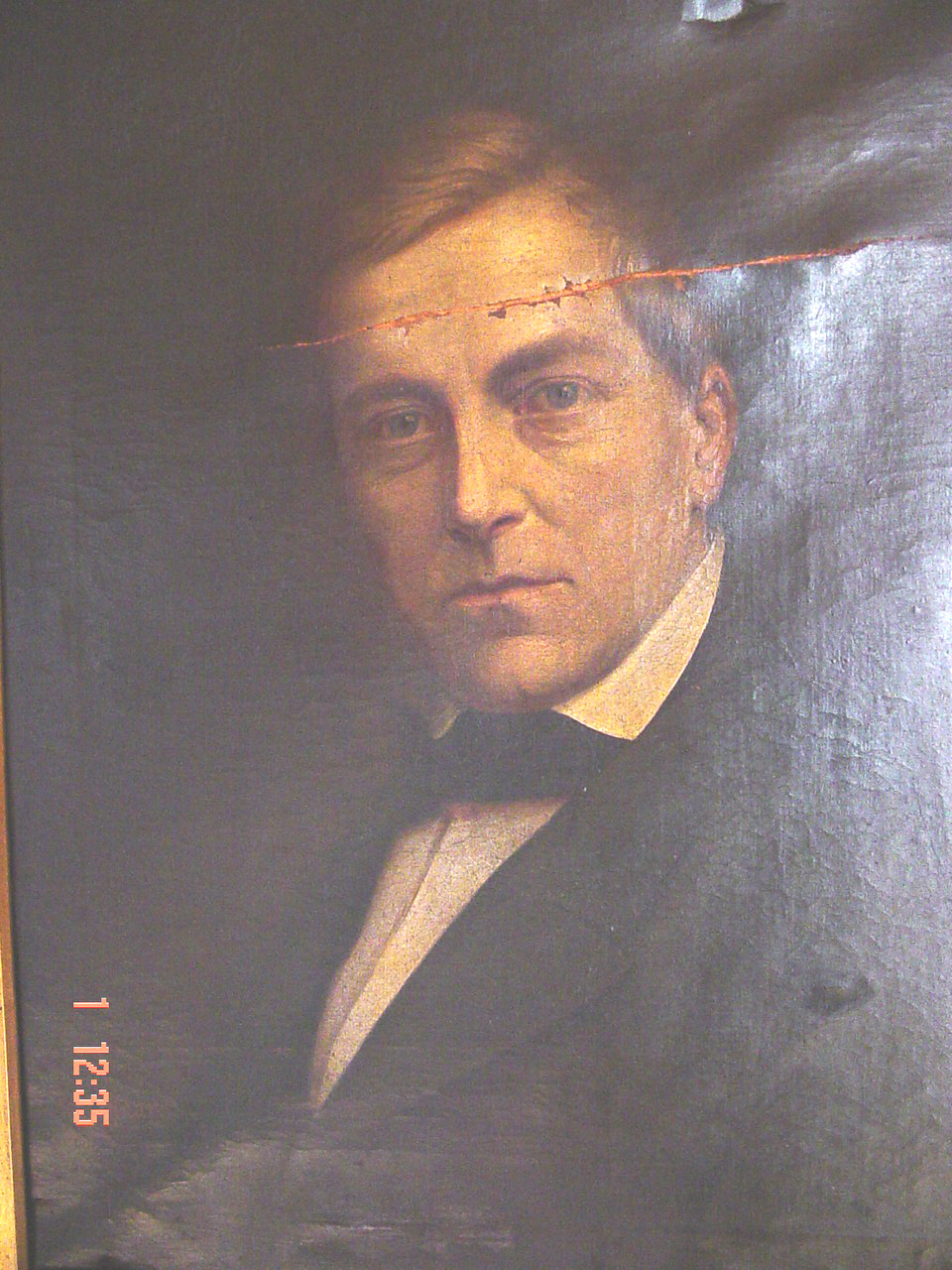
Heinrich Heerwagen im Alter von ca. 50 Jahren

Heinrich Wilhelm Heerwagen (* 4. Mai 1811 in Bayreuth; † 5. Dezember 1888 in Nürnberg) war ein deutscher Pädagoge und Lokalhistoriker. Er leitete als Rektor das Egidiengymnasium in Nürnberg und war Mitbegründer des Vereins für die Geschichte der Stadt Nürnberg.

## Leben
Heinrich Heerwagen wurde als Sohn eines Rechtsanwaltes in Bayreuth geboren und absolvierte 1828 das Gymnasium seiner Heimatstadt. Da er meistens „Jahrgangsbester“ war, erhielt er am Ende jedes Schuljahres eine Ehrengabe: ein Buch in griechischer oder lateinischer Sprache, mit Siegel und Widmung – „Dem jungen Genie..“ Für seinen Abschluss wurde er mit einer Medaille ausgezeichnet.
Anschließend studierte er Philologie an der Universität München. Sein Examen bestand er mit Auszeichnung.
Bis zum Herbst 1838 arbeitete er als Hilfslehrer und Assistent an Bayreuther Bildungseinrichtungen. Im November wurde er zum Studienlehrer in Frankenthal ernannt und verließ Bayreuth. Im Jahre 1844 erhielt er eine Stelle am Bayreuther Gymnasium und wurde 1857 mit der Leitung des Nürnberger Gymnasiums Aegidianum betraut.
Als Rektor war er auf Grund seiner Arbeit hoch angesehen, wie eine Auszeichnung anlässlich seines 25. Dienstjubiläums am 17. Oktober 1882 belegt. Anderthalb Jahre später, im Jahre 1884, legte er sein Amt auf Grund seines Alters nieder. Gestorben ist Heinrich Heerwagen am 5. Dezember 1888 in Nürnberg. Beerdigt wurde er auf dem Johannisfriedhof (Nürnberg) (Grab Nr. II F 58).

## Wissenschaftliche Verdienste
Neben seiner Arbeit als Lehrer und Rektor beschäftigte sich Heerwagen fast sein ganzes Leben mit wissenschaftlicher Arbeit auf dem Gebiet der Geschichte. So galt er als einer der besten Kenner des römischen Geschichtsschreibers Titus Livius seiner Zeit und schrieb Arbeiten, die große Beachtung in der Wissenschaft fanden.
Seine Arbeiten „zur Geschichte der Nürnberger Gelehrtenschule“ aus den Jahren 1860, 1863, 1867 und 1868, die als Einladungsschriften des Nürnberger Gymnasium entstanden, galten als zum Besten gehörend was zur Nürnberger Geschichte geschrieben wurde.